# Loveless (Film)
Loveless (russisch Нелюбовь, englische Transkription Nelyubov, deutsche Transkription Neljubow; Neologismus für „Nichtliebe“) ist ein russisches Filmdrama/Familiendrama von Andrei Swjaginzew. Der Film beschreibt das Leben eines Jungen, dessen Eltern versuchen, sich scheiden zu lassen, und beide ihren Sohn daher vernachlässigen. Der Film feierte am 18. Mai 2017 im Rahmen der 70. Filmfestspiele in Cannes seine Weltpremiere. In Russland kam der Film am 1. Juni 2017 in die Kinos, der Kinostart in Deutschland erfolgte am 15. März 2018.

## Handlung
Kinder verlassen eine Schule, darunter Aljoscha, ein zwölfjähriger Junge. Er macht sich auf dem Weg nach Hause. Zuhause sitzt er an seinem Schreibtisch als es klingelt, es handelt sich um Wohnungsinteressenten. Aljoschas Mutter führt sie daraufhin durch die Wohnung. Die Wohnung soll verkauft werden, denn Aljoschas Eltern wollen sich scheiden lassen, wie aus einem Gespräch der beiden hervorgeht. Sie streiten sich heftig, vor allem über die Frage, wer von den beiden Aljoscha behalten muss, oder ob man ihn in einer Betreuungseinrichtung unterbringen kann. Aljoscha ist, von ihnen unbemerkt, Zeuge dieses Streits.
Am nächsten Morgen verlassen alle voneinander unabhängig das Haus. Boris, Aljoschas Vater, fährt auf Arbeit und fragt dort einen seiner Kollegen beim Mittagessen, welche Konsequenzen eine Scheidung für den jeweiligen Mitarbeiter der Firma hätte. Die Mutter Zhenya besucht ein Kosmetikstudio und einen Friseur. Im weiteren Verlauf des Tages sieht man Boris und Zhenya mit ihren neuen romantischen Partnern, Boris übernachtet bei Mascha, eine junge Frau die bereits schwanger ist, Zhenya verbringt die Nacht bei Anton, ein älterer Mann mit einem gewissen Vermögen, der bereits eine erwachsene Tochter hat.
Am nächsten Morgen bemerkt Zhenya, dass Aljoscha nicht zu Hause ist. Als klar ist, dass er auch nicht in der Schule war und demnach verschwunden ist, schaltet sie die Polizei ein. Der verantwortliche Polizist meint, Aljoscha werde wohl bald von selbst zurückkehren, und versucht den Eltern klarzumachen, dass sie weitestgehend auf sich allein gestellt sind und bestenfalls den gemeinnützigen „search and rescue quad“ um Hilfe bitten, der auf derartige Situationen spezialisiert sei – was dann auch geschieht. Die Eltern besuchen unter anderem die Mutter Zhenyas, die in Abgeschiedenheit lebt und sich ihrer Tochter gegenüber kalt und abweisend verhält. Es wird auch ein Freund Aljoschas befragt, dieser führt die Suchenden zum geheimen Versteck der beiden Jungs, dort findet man allerdings nur eine Jacke Aljoschas.
Nach weiteren erfolglosen Suchmaßnahmen werden die Eltern irgendwann in die Gerichtsmedizin bestellt, dort sollen sie die Leiche eines Jungen identifizieren, die der Beschreibung Aljoschas entspricht. Bei der Inspektion der Leiche zeigen sich beide Eltern tief erschüttert, bestreiten jedoch, dass es sich um ihren Sohn handelt.
Einige Zeit später ist die Wohnung der beiden verkauft, man sieht Boris und Mascha mit ihrem Kind, sowie Zhenya, die nun mit Anton zusammenlebt.

## Produktion

### Stab, Besetzung und Synchronisation

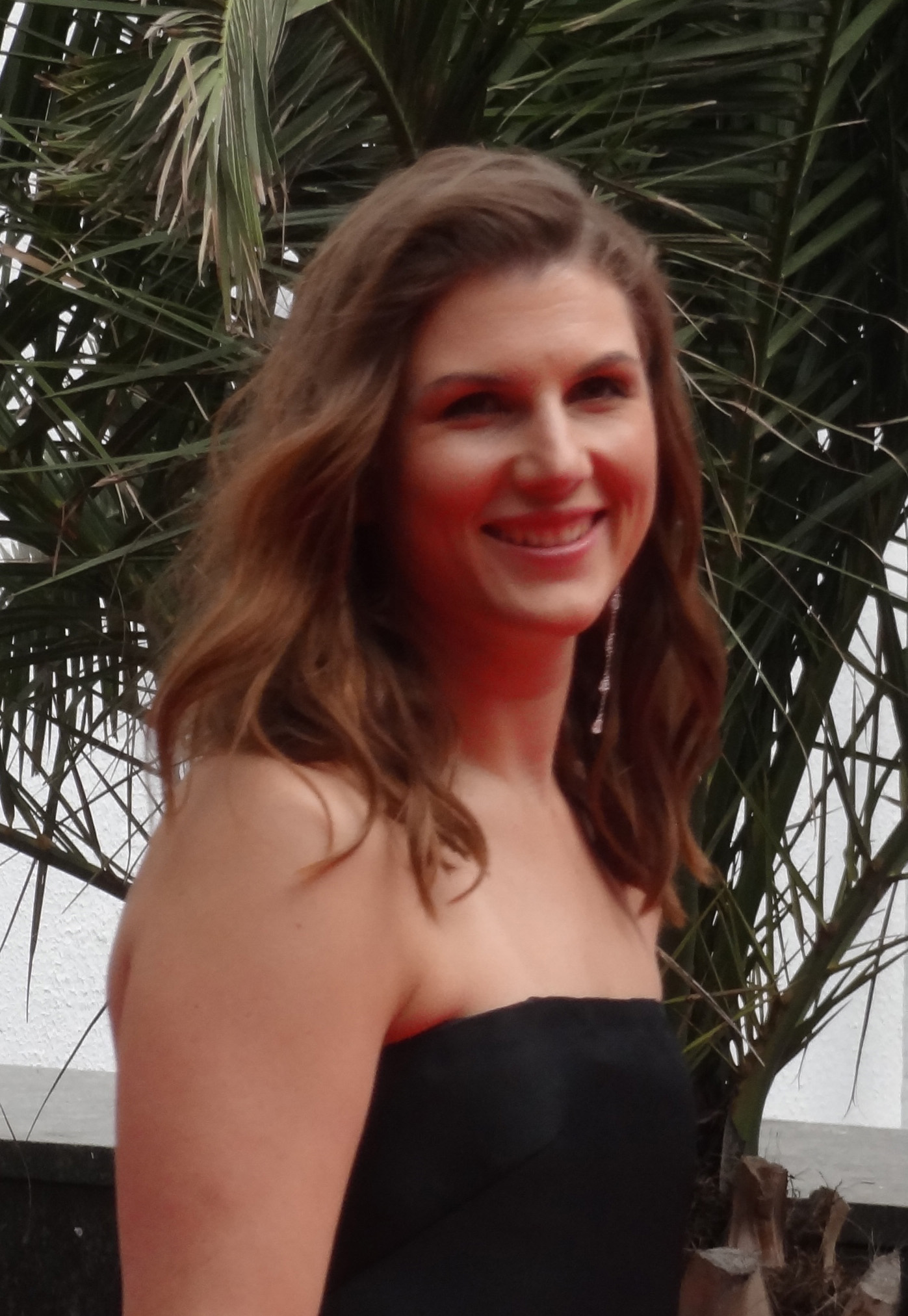
Marjana Spiwak spielt Zhenja

Der Film wurde von Arte France Cinéma und Why Not Productions produziert. Regie führte Andrei Swjaginzew, der drei Jahre vor der Vorstellung von Loveless in Cannes für seinen Film Leviathan den Preis für das beste Drehbuch erhalten hatte. Für Loveless ließ sich Swjaginzew von einem seiner großen Vorbilder inspirieren: „Ich will, dass man diesen Film mit Szenen einer Ehe von Ingmar Bergman in Verbindung bringt. […] Seine Figuren sind denkende und kommunizierende Menschen. Sie schreibt ein Tagebuch, wie es in den Sechzigern populär war, und liest ihm Auszüge vor. All diese Szenen belegen, dass weder Intelligenz noch Analysefähigkeit oder Belesenheit vor einer großen Katastrophe retten können.“
Die Rollen der Eheleute Zhenya und Boris wurden mit Marjana Spiwak und Alexei Rosin besetzt, die ihres Sohnes Aljoscha mit dem Kinderdarsteller Matwei Nowikow.
Die deutsche Synchronisation entstand unter der Dialogregie von Susanna Bonaséwicz im Auftrag der Scalamedia GmbH, Berlin.

### Dreharbeiten und Filmmusik
Die Dreharbeiten begannen im August 2016. Im Film zeigt Swjaginzew die russische Hauptstadt Moskau, Teile des Films wurden dort im Grünen gedreht. Ursprünglich hatte Swjaginzew gehofft, Ende Oktober 2016 mit den Dreharbeiten fertig zu sein. Letztlich wurden sie im Frühjahr 2017 abgeschlossen.
Kameramann Michail Kritschman arbeitete größtenteils mit einer Kombination von tristem Realismus mit Alltagsmetaphorik und zeigt im Film neben Mobiltelefonen und Hometrainern auch russische Alltagsgegenstände wie Küchenfernseher und Kaffeemaschinen, die sinnbildlich für eine mechanische, sinnlose und ritualisierte Alltagswelt stehen. Als Kontrast zu dem lieblosen Elternpaar, das eine Gemeinschaft nicht einmal mehr in der Not bilden kann, setzt Swjaginzew eine Hilfsorganisation, die in Kooperation mit der Polizei eine großflächig koordinierte Suche nach Aljosha beginnt und sich gemeinsam in freiwilliger, aber effektiver Teamarbeit ganz der Sache unterordnet, so Tim Caspar Boehme von der taz. Mit einer Kamerafahrt um einen Baum herum beginnt und endet der Film. In der letzten Einstellung flattert ebenso Plastik in dem Baum, wie bereits zu Beginn ein Absperrband darin flatterte. Carsten Beyer erklärt, die Bilder seien kühl, klar und immer mit einem Stich ins Blaue, und Kritschman scheine ein Fan von Andrei Tarkowski zu sein, da er versucht, mit düsteren, unheilschwangeren Bildern Stimmung zu erzeugen, Symbole und Bildmetaphern aus der Natur verwende und sich der Film damit ganz klar in einer bestimmen Tradition des russischen Kinos bewege.
Die Filmmusik wurde von Evgueni und Sacha Galperine komponiert. Der Soundtrack zum Film wurde am 22. September 2017 von Varese Sarabande als Download veröffentlicht und erschien am 10. November 2017 auch in physischer Form.

### Veröffentlichung
Im Rahmen der Berlinale 2017 wurden Vereinbarungen mit Filmverleihern aus Großbritannien, Spanien, Dänemark und Finnland unterschrieben, obwohl die Dreharbeiten zu diesem Zeitpunkt noch nicht abgeschlossen waren. Der Film feierte am 18. Mai 2017 im Rahmen der 70. Filmfestspiele in Cannes seine Weltpremiere. Dort sicherte sich Sony Pictures Classics die Rechte am Film für die USA. Altitude Film Distribution übernahm den Vertrieb des Films im Vereinigten Königreich. Am 1. Juni 2017 kam der Film in die russischen Kinos. Ab 7. September 2017 wurde der Film beim Toronto International Film Festival vorgestellt. Im September 2017 wurde der Film beim San Sebastián International Film Festival gezeigt und im Oktober 2017 beim London Film Festival vorgestellt, wo er im Wettbewerb als bester Film ausgezeichnet wurde. Der offizielle Kinostart im Vereinigten Königreich erfolgte am 10. November 2017. Am 15. März 2018 kam der Film in die deutschen Kinos.

## Rezeption

### Altersfreigabe
In Deutschland ist der Film FSK 16. In der Freigabebegründung heißt es: „Der Film ist von einer Atmosphäre der Hoffnungslosigkeit und Trostlosigkeit geprägt. Es gibt keine Sympathieträger oder entlastenden Momente. Zuschauer ab 16 Jahren sind auf Grund ihres Entwicklungsstands in der Lage, die Handlungsweisen der Figuren angemessen einzuordnen, zu reflektieren und kritisch zu hinterfragen. Aus diesen Gründen sind emotionale Überforderungen für diese Altersgruppe nicht zu befürchten.“

### Kritiken
Der Film konnte bislang 95 Prozent der Kritiker bei Rotten Tomatoes überzeugen und erhielt hierbei eine durchschnittliche Bewertung von 8,3 der möglichen 10 Punkte.
Alice Bota von Zeit Online sagt: „Die Schauspieler vollbringen in diesem Film Herausragendes, allen voran der junge Matwej Nowikow, der den Aljoscha spielt.“ Weiter meint Bota, die langen Einstellungen mit fließenden Bewegungen und langsamen Zooms seien kaum zu ertragen in ihrer ungeheuerlichen Unaufgeregtheit und Kühle. Zudem seien alle Figuren beschädigt, jede auf ihre Art. Eigentlich erzähle der Film zwei Geschichten, so Bota: „Die eine könnte überall spielen. Sie ist ein fast lehrstückhaftes Porträt von Beziehungen, die keine Liebe zusammenführte, und wenn doch, dann ist diese seit langer Zeit verloren. […] Die andere Geschichte in diesem Film handelt von Russland. Die Familie ist das von der orthodoxen Kirche verordnete Ideal, an dem alle scheitern, obwohl sie vorgeben, es zu leben.“ Weiter erklärt Bota, Beziehungen seien Fluchtmöglichkeiten und weit verbreitet in der russischen Gesellschaft.

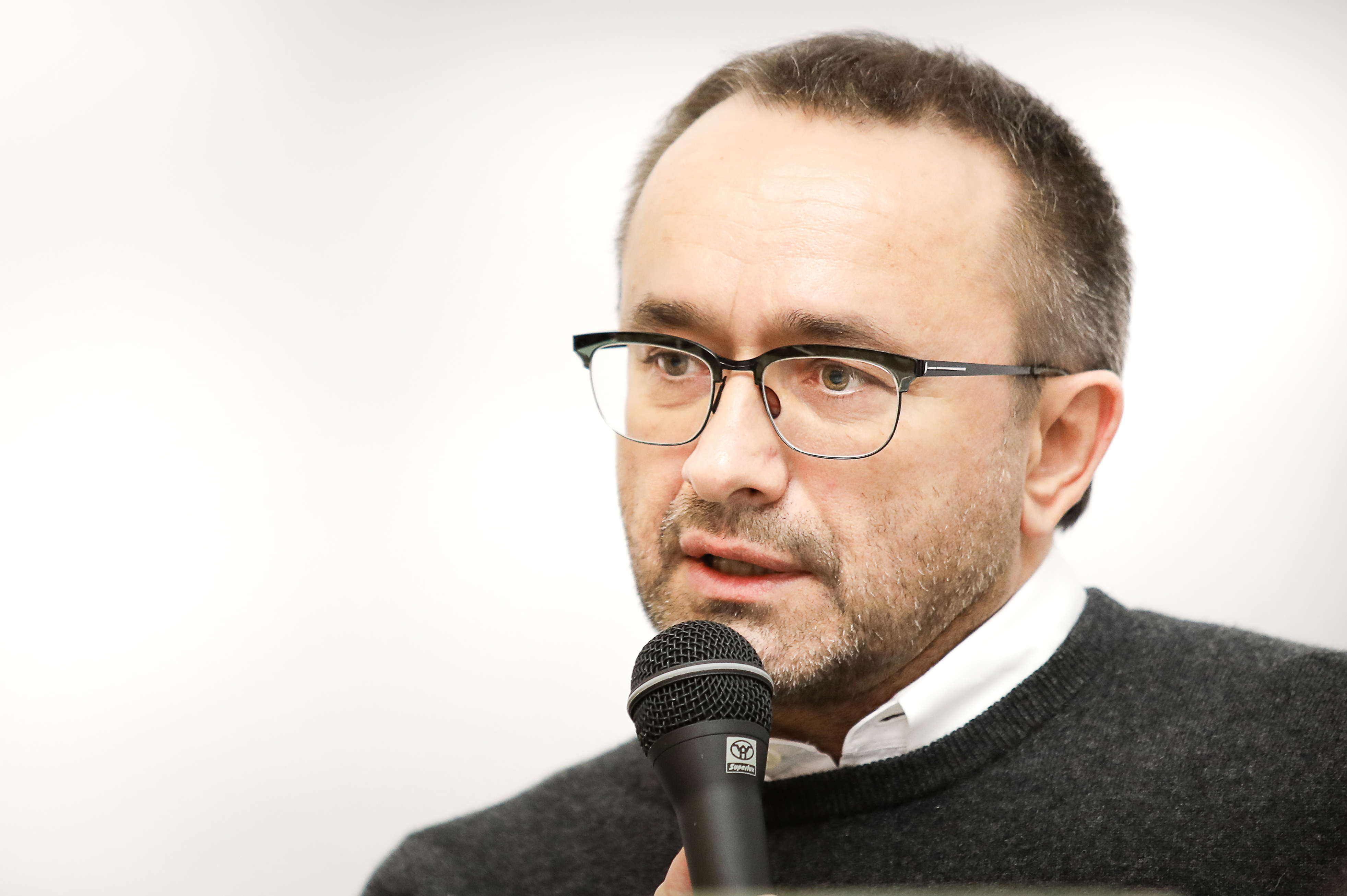
Andrei Swjaginzew führte bei dem Film Regie

Leslie Felperin von The Hollywood Reporter sagt, Andrei Swjaginzew habe wieder einmal sein bemerkenswertes Talent für die Schaffung perfekt geformter, dramatischer Mikrokosmen gezeigt, welche die tief verwurzelten Pathologien/Krankheitsbilder der russischen Gesellschaft veranschaulichten.
Für Tim Caspar Boehme von der taz erzählt Swjaginzew in seinem Film die Geschichte einer zerfallenden Familie, die auch stellvertretend für die Gesellschaft Russlands stehen könnte, auch wenn der Regisseur, dem in der Vergangenheit vorgeworfen wurde, er sei kein russischer Regisseur und permanent gegen das Land, in Cannes klarstellte, er wolle kein Regimekritiker sein.
Carsten Beyer empfiehlt, das westliche Publikum solle sich alle Filme von Swjaginzew ansehen, um das Russland von Wladimir Putin ein bisschen besser zu verstehen, und Loveless gehe mitten rein in das moderne Russland und zeichne dabei ein Bild der dortigen Mittelstandsgesellschaft, das verheerend sei. Laut Beyer werde die Mutter als ein „wahres Monster“ gezeigt. Da sie nicht nur an ihrem Facebook-Profil feilt, sondern auch im Fitnessstudio ihren Körper zu modellieren versucht, dränge sich auch der Vergleich mit dem russischen Präsidenten auf, der ebenfalls sehr auf Äußerlichkeiten achte, so Beyer.

### Auszeichnungen
Der Film erhielt drei Nominierungen für den Europäischen Filmpreis 2017. Im September 2017 wurde er als offizieller Kandidat Russlands für einen Oscar in der Kategorie Bester fremdsprachiger Film nominiert. Mitte Dezember 2017 wurde bekannt, dass der Film von der Academy of Motion Picture Arts and Sciences auf die entsprechende Auswahlliste gesetzt wurde. Am 18. Dezember 2017 gab die Academy bekannt, dass sich Evgueni und Sacha Galperines Arbeit auf einer Auswahlliste befindet, aus der die Nominierungen in der Kategorie Beste Filmmusik im Rahmen der Oscarverleihung 2018 erfolgen werden. Im Folgenden eine Auswahl von Nominierungen und Auszeichnungen im Rahmen bekannter Preisverleihungen:
American Society of Cinematographers Awards 2018
- Nominierung für den Spotlight Award (Michail Kritschman)[18]

Asia Pacific Screen Awards 2017
- Auszeichnung für die Beste Regie (Andrei Swjaginzew)[19]

British Academy Film Awards 2018
- Nominierung als Bester nicht-englischsprachiger Film (Andrei Swjaginzew und Oleksandr Rodnjanskyj)

British Independent Film Awards 2017
- Nominierung als Bester internationaler Independent-Film[20]

César 2018
- Auszeichnung als Bester ausländischer Film (Andrei Swjaginzew)

Europäischer Filmpreis 2017
- Nominierung als Bester europäischer Film
- Nominierung für die Beste Regie
- Nominierung für das Beste Drehbuch
- Auszeichnung für die Beste Kamera (Michail Kritschman)
- Auszeichnung für die Beste Filmmusik (Evgueni und Sacha Galperine)

Filmfest München 2017
- Auszeichnung mit dem ARRI/OSRAM Award – Bester ausländischer Film im Wettbewerb CineMasters (Andrei Swjaginzew)[21][22]

Golden Globe Awards 2018
- Nominierung als Bester fremdsprachiger Film

Independent Spirit Awards 2018
- Nominierung als Bester internationaler Film (Andrei Swjaginzew)[23][24]

Internationale Filmfestspiele von Cannes 2017
- Nominierung für die Goldene Palme (Andrei Swjaginzew) und Auszeichnung Preis der Jury[25]

London Film Festival 2017
- Auszeichnung als Bester Film im offiziellen Wettbewerb (Andrei Swjaginzew)[26]

Los Angeles Film Critics Association Awards 2017
- Auszeichnung als Bester fremdsprachiger Film (geteilt mit 120 BPM)[27]

National Board of Review Awards 2017
- Aufnahme in die Top Foreign Films[28]

Oscarverleihung 2018
- Nominierung als Bester fremdsprachiger Film (Andrei Swjaginzew)

Satellite Awards 2017
- Nominierung als Bester internationaler Spielfilm[29]